# Edicto de Potsdam

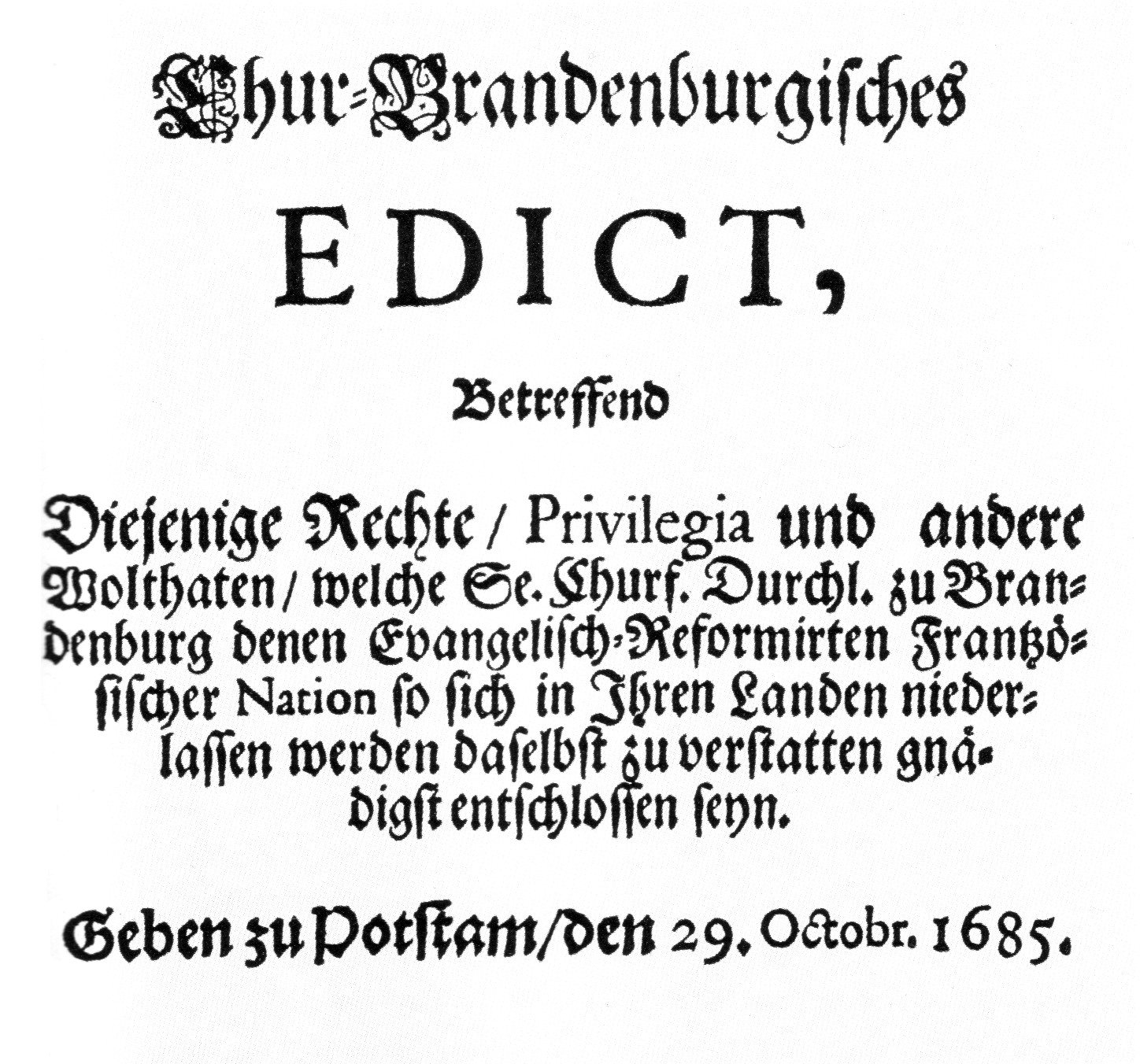
Edicto de Potsdam.

El edicto de Potsdam (en alemán, Edikt von Potsdam) fue un decreto publicado el 29 de octubre de 1685 en Potsdam por el príncipe elector de Brandenburgo y rey de Prusia Federico Guillermo I.
En respuesta al edicto de Fontainebleau publicado por Luis XIV de Francia pocos días antes, en el cual se establecía la prohibición de profesar cualquier religión que no fuera la católica y se ordenaba el cierre de las escuelas e iglesias protestantes, Federico Guillermo se comprometía a acoger a los franceses exiliados por motivos religiosos, dándoles facilidades para establecerse en sus dominios: los inmigrantes estarían exentos del pago de impuestos de aduana sobre sus bienes, tendrían ayudas económicas para construir sus viviendas, se les cederían terrenos para cultivar y tras su establecimiento serían admitidos como ciudadanos del electorado. 